# Gcina Mhlope
Nokugcina Elsie Mhlophe (1958) è un'attivista, attrice e regista sudafricana.
Lo storytelling è un'attività profondamente tradizionale in Africa e Mhlophe è una dei pochi cantastorie donna in un paese dominato dai maschi. Fa il suo lavoro più importante attraverso performance carismatiche, lavorando per preservare la narrazione come mezzo per mantenere viva la storia e incoraggiare i bambini sudafricani a leggere. Racconta le sue storie in quattro lingue del Sud Africa: inglese, afrikaans, zulu e xhosa.

## Vita e carriera
Mhlophe è nata nel 1958 a KwaZulu-Natal da madre Xhosa e padre Zulu. Ha iniziato la sua vita lavorativa come domestica, per poi passare a lavorare come lettrice di news al Press Trust e BBC Radio ed in seguito come scrittrice per Learn and Teach, una rivista per le persone appena alfabetizzate.
Diverse esperienze hanno ispirato Mhlophe a ritornare ad una carriera come narratrice. Lei spiega che la sua capacità di narrazione le viene dalla nonna, che l'ha cresciuta a Durban. Mhlophe dice: "Mia nonna mi ha insegnato tutto di come raccontare le storie. Quando ero piccola, la metà dei bambini nel nostro quartiere sarebbe venuto e trascorrere la serata a casa in modo da poter ascoltare izinganekwane (racconti)."
Cominciò ad avere un'idea della domanda di storie mentre era Chicago nel 1988. Si è esibita in una biblioteca in un quartiere per lo più nero, in cui un pubblico sempre crescente continuava a invitarla. Eppure, Mhlophe inizia a pensare alla narrazione come a una carriera solo dopo l'incontro con un Imbongi, uno dei poeti leggendari del folklore africano, e dopo l'incoraggiamento di Mannie Manim, l'allora direttore del Market Theatre di Johannesburg.
Da allora Mhlophe è apparsa nelle sale da Soweto a Londra e gran parte del suo lavoro è stato tradotto in tedesco, francese, italiano, swahili e giapponese. Mhlophe ha viaggiato molto in Africa e in altre parti del mondo organizzando laboratori di narrazione.
Le storie di Mhlophe fondono folklore, informazioni, attualità, canto e linguaggio. La realizzazione dei suoi sogni è una motivazione viscerale e lei sta passando il suo entusiasmo contagioso attraverso lo sviluppo di giovani talenti per portare avanti il lavoro di narrazione attraverso l'iniziativa Zanendaba (Bring me a story). Questa iniziativa, fondata nel 2002, è una collaborazione con il Market Theatre e READ, un'organizzazione nazionale di alfabetizzazione.
Mhlophe attualmente è la proprietaria della ASSITEJ Sud Africa, l'Associazione Internazionale per il teatro per bambini e giovani.
L'obiettivo di Mhlophe è di rendere disponibili i libri alle povere comunità rurali del Sud Africa facendo in modo che siano aperte delle biblioteche, e che siano rifornite di libri culturalmente e localmente rilevanti. Mhlophe attualmente offre il suo patrocinio attraverso ASSITEJ Sud Africa, l'Associazione Internazionale per il teatro per bambini e giovani.

## Opere
- 1983, protagonista in Umongikazi: The Nurse di Maishe Maponya
- 1984, attrice in Black Dog: Inj'emnyama
- 1986, Place of Weeping (film)
- 1986, Have You Seen Zandile? (riproduzione autobiografica, presso il Market Theatre, Johannesburg, Mhlophe come Zandile)
- 1987, Born in the RSA (New York)
- 1989, Festival di narrazione presso il Market Theatre
- 1989, poesia di lode in onore di Nokukhanya Luthuli 1961 del Premio Nobel per la Pace
- 1990, Have You Seen Zandile? al Festival di Edimburgo
- tour con Have You Seen Zandile? in Europe e USA
- 1989–1990, direttore residente presso il Market Theatre, Johannesburg
- coordinatrice di READ, una organizzazione nazionale di alfabetizzazione
- 1991, Ashoka Fellowship (Imprenditoria Sociale innovatore)
- 1993, Music for Little People (CD)
- 1993, voce narrante in Not so fast, Songololo (videoregistrazione), Weston Woods, Weston CT, Scholastic[1]
- 1994, Il dono della tartaruga (contribuito al Ladysmith Black Mambazo album)
- 1997, poesia africana, presentazione dei poeti
- 1999, ospite presso il Perth Festival degli Scrittori
- Philharmonic Orchestra (London)
- Royal Albert Hall (London)
- Cologne Philharmonie, l'Africa presso l'Opera
- Laurea honoris causa presso l'Università di Natal
- Honorary doctorate from the University of Natal
- Lettorati presso varie università
- 2000, attrice in Pierino e il lupo alla Komische Oper (Berlino)
- Ha scritto musica per il suo SABC serie TV Gcina & Friends
- 2002, Magia di Fudukazi proiettato a Durban al Festival del Cinema Unione Africana
- 2002, The Bones of Memory (prestazioni, la storia-dice dal vecchio e nuovo Sud Africa)
- 2003, conferenze sulla narrazione in Eye of the Beholder
- 2003, Mata Mata (prestazioni, musicale famiglia)
- 2006, cerimonia di consegna Coppa del Mondo FIFA Sud Africa, Germania

## Collaborazioni
- Pops Mohamed, musicista e preservationista della musica tribale
- Ladysmith Black Mambazo, gruppo corale, Il dono della tartaruga (CD), 1994 e Music for Little People in America (CD) 1993
- Bheki Khoza, chitarrista, Racconti animati del mondo (serie TV per angolo retto nel Regno Unito e per la SABC)
- Anant Singh, produttore di video, di Fudukazi's Magic (CD e video per il pubblico tedesco)
- Biblionef South Africa, agenzia di donazione di libri per bambini, pacchetti di forniture di libri per officine di Mhlophe, 2003

## Documentari
- Acted and narrated in  Travelling Songs
- 1990, performed poetry in Songolo: voices of change (how aspects of culture in South Africa have become part of the anti-apartheid struggle)
- 1993, The Travelling Song (the contemporary process of story gathering)
- Appeared in Literacy Alive
- Appeared in Art Works

## Premi
- Nomination al Noma Award per Queen of the Tortoises, 1991
- Book Chat Award per Molo Zoleka
- OBIE Theatrical Award (New York) per Born in the RSA[2]
- Fringe First Award (Edinburgh) per Have you seen Zandile?
- Joseph Jefferson Award for Best Actress (Chicago) per Have you seen Zandile?
- Sony Award for Radio Drama da parte di BBC Radio Africa per Have you seen Zandile?
- Nel 2016 è stata scelta per la serie BBC's 100 Women[3]